# Tetsuya Koishi
Tetsuya Koishi (小石 哲也 Koishi Tetsuya?), född 21 september 1990 i Hyōgo prefektur, är en japansk fotbollsspelare.
Koishi började sin karriär 2014 i Gainare Tottori. Han spelade 45 ligamatcher för klubben. 2016 flyttade han till Vonds Ichihara. Han avslutade karriären 2017.